# 山口好一
山口 好一（やまぐち こういち、1903年11月8日 - 1969年3月19日）は、日本の政治家。自由民主党衆議院議員（7期）。弁護士。

## 経歴
栃木県栃木町（現:栃木市）に生まれる。旧栃木中、旧制一高を経て、1927年東京帝国大学法学部法律学科（英法）卒。卒業後は栃木商業学校教諭となり、1935年に高等試験司法科試験に合格し、弁護士となった。この他明治大学、日本大学の各講師を務めた。
戦後の1946年の第22回衆議院議員総選挙において栃木県（全県1区）から日本自由党公認で出馬して初当選。以来当選7回。在職中は衆議院地方行政委員長、同懲罰委員長、同科学技術振興対策特別委員長、第3次吉田内閣法務政務次官などを歴任した。1963年の第30回衆議院議員総選挙で落選、その後は弁護士と税理士の業務に就いた。1969年死去。